# 森下suu
森下 suu（もりした すう）は、日本の漫画家ユニット。原作担当（マキロ）と作画担当（なちやん）が1人ずついる。宮崎県出身。女性。2010年、『ザ マーガレット』に掲載された『あのて このて』でデビュー。Instagramはマキロ、Twitterは、なちやんが更新している。

## 略歴
- 2009年 - 5月21日コンビ結成[4]。
  - 同年 - 『マーガレット』第57回NEWまんがゼミナールにおいて、初投稿作『僕の星を君へ』[注 1]が第1位期待賞を受賞。
- 2010年 - 4回目の投稿作『あのて このて』で入選受賞、デビュー作となった[2]。
- 2012年 - 初の連載作品『日々蝶々』を『マーガレット』（集英社）にて開始。
- 2013年 - 『日々蝶々』が「このマンガがすごい!2014」オンナ編の第4位に選ばれる[1]。
- 2019年 - 『ゆびさきと恋々』の連載を『デザート』（講談社）にて開始。
- 2020年 - 『ゆびさきと恋々』が、『次にくるマンガ大賞2020』コミックス部門において17位に入賞[5]。
  - 同年 - 『ゆびさきと恋々』が、第11回『an・anマンガ大賞』において大賞を受賞[6]。
  - 同年 - 『ゆびさきと恋々』が「このマンガがすごい!2021」オンナ編の第9位に選ばれる[7]。
- 2024年 - 『ゆびさきと恋々』がテレビアニメ化[8]。

## 作品リスト
特記する作品以外全て集英社、マーガレットコミックスから刊行されている。
- まだ天の川にいけない（2011年8月25日発売[9]、ISBN 978-4-08-846686-6）
  - まだ天の川にいけない（『マーガレット』2011年13号）
  - 10年の雨（『マーガレット』2011年6号別冊ふろく『ずっと一緒にいたい人』）
  - 恋に一番近い島（『マーガレット』2010年24号[10] - 2011年2号）
  - 背中わって恋をする（『マーガレット』2010年16号）
  - せなかわって恋をする 番外☆（描きおろし）
- 日々蝶々（2012年 - 2015年、全12巻）
- ショートケーキケーキ[注 2]（2015年 - 2019年、全12巻）
  1. 2016年1月25日発売[11][12]、『マーガレット』2015年23号[13][14] - 2016年3・4合併号、ISBN 978-4-08-845513-6
  2. 2016年5月25日発売[15]、『マーガレット』2016年5号 - 10号、ISBN 978-4-08-845574-7
  3. 2016年8月25日発売[16]、『マーガレット』2016年11号 - 16号、ISBN 978-4-08-845621-8
  4. 2016年11月25日発売[17]、『マーガレット』2016年18号 - 23号、ISBN 978-4-08-845667-6
  5. 2017年3月24日発売[18]、『マーガレット』2016年24号 - 2017年6号、ISBN 978-4-08-845731-4
    - ショートケーキケーキ 特別編 4コマ 星野下宿所の人々[19]（『ザ マーガレット』2016年10月号）

  6. 2017年7月25日発売[20]、『マーガレット』2017年8号 - 13号、ISBN 978-4-08-845786-4
    - ショートケーキケーキ 番外編（『マーガレット』2017年14号）

  7. 2017年11月24日発売[21]、『マーガレット』2017年15号、17号 - 21号、ISBN 978-4-08-845851-9
    - （タイトルなし）[注 3]（描きおろし）

  8. 2018年2月23日発売[22]、『マーガレット』2017年22号 - 2018年3･4合併号、ISBN 978-4-08-845889-2
    - ☺おまけ☺[注 4]（描きおろし）

  9. 2018年6月25日発売[23]、『マーガレット』2018年5号 - 7号、9号 - 11号、ISBN 978-4-08-844050-7
    - これまでの「ショートケーキケーキ」を男子の関係図で振り返る!（『マーガレット』2018年7号）

  10. 2018年10月25日発売[24]、『マーガレット』2018年13号、15号、17号、19号、ISBN 978-4-08-844105-4
  11. 2019年2月25日発売[25]、『マーガレット』2018年21号、23号、2019年1号、3・4合併号、ISBN 978-4-08-844166-5
    - ショートケーキケーキ番外編[26]（描きおろし）

  12. 2019年7月25日発売[27][28]、『マーガレット』2019年5号、7号[29][30]、ISBN 978-4-08-844222-8
    - ショートケーキケーキ 番外編（『マーガレット』2019年9号[31][32]、10・11合併号[33]、12号[34]）
    - 森下suu先生 ドイツ・サイン会レポート!!（『マーガレット』2019年13号）
- 捕食系ヒロインにあと1年以内に食べられます[注 5]（スクウェア・エニックス、『ガンガンONLINE』2018年 - 2020年、全2巻）
  1. 2019年10月12日発売[35][36]、『ガンガンONLINE』2018年11月12日配信分[37] - 2019年4月配信分、2019年6月配信分 - 8月配信分、ISBN 978-4-7575-6292-9
  2. 2020年10月12日発売[38]、『ガンガンONLINE』2019年9月配信分 - 10月配信分、12月配信分、2020年1月配信分、3月配信分、5月配信分、7月配信分 - 8月配信分、ISBN 978-4-7575-6900-3
- ゆびさきと恋々（講談社、『デザート』2019年9月号[39] - 連載中、既刊12巻）
- わかメン 〜The Mineral Boys〜[注 6]（講談社、2019年 - 2020年、全1巻）
  1. 2020年5月13日発売[40][41]、『なかよし』2019年2月号[42] - 10月号、12月号、2020年1月号、3月号 - 5月号、ISBN 978-4-06-519475-1

### アンソロジー
- 東日本大震災チャリティー漫画本 PARTY! HANA[注 7][43]（2011年8月5日発売[44]、メディアパル、ISBN 978-4-89610-201-7）
  - スイーツな男子 パフェ[45]（描きおろし）

### イラスト等
- おやすみ おはよ（2021年6月30日発売[46]、Gothic×Luck 2nd EP『おやすみ おはよ』ジャケットイラスト及び『棘かくし』作詞[47]）
- BL塾 ボーイズラブのこと、もっと知ってみませんか?（2021年8月31日発売[48][49][50]、カバーイラスト担当、三笠書房、王様文庫、ISBN 978-4-8379-6976-1）
- 5分後にときめくラスト（2022年7月27日発売[51][52]、表紙イラスト及び帯コメント担当、河出書房新社、ISBN 978-4-309-61244-7）

### コラボレーション
- リケンのわかめスープ[53]（リケンのわかめスープ発売40周年企画。『わかメン』とのコラボレーション）

### 単行本未収録作品
- あのて このて[54]（『ザ マーガレット』2010年4月号、デビュー作）
- されど花鳥風月（『マーガレット』2010年22号別冊ふろく『よくばりマーガレット』）
- ネイルの事情（『ザ マーガレット』2011年10月号）
- まっすぐ!! 西内まりや（『マーガレット』2011年17号別冊ふろく『Seventeen Model Collection』）
- 行ってきますのキス（『マーガレット』2011年21号別冊ふろく『みんなのキス』）
- Straight Girl（『マーガレット』2012年2号）
- クライスロッカの夜が降る（『マーガレット』2014年19号[55]、『にこいちマーガレット』2016年3・4合併号）
- 末端ケアを頑張れば恋が実るって知ってた? 東京末端ラブストーリー。[56]（光文社、『JJ』2020年10月号）
- 魔女の教え子（『デザート』2025年5月号別冊付録『B Romance』[57]）

## 関連人物
- 逢沢雪名[58][59][60] - アシスタント経験者。